# مورفی، سانتا فه
مورفی، سانتا فه (به اسپانیایی: Murphy, Santa Fe) یک شهرک در آرژانتین است که در General López Department واقع شده‌است.

## خصوصیات
مورفی  ۳٬۵۴۰ نفر جمعیت دارد.